# Lubuk Godang
Lubuk Godang is een bestuurslaag in het regentschap Padang Lawas Utara van de provincie Noord-Sumatra, Indonesië. Lubuk Godang telt 153 inwoners (volkstelling 2010).